# Treo 680
El Palm Treo 680 es un Teléfono inteligente (híbrido entre teléfono móvil y PDA). Fue lanzado el 12 de octubre de 2006 en la feria DigitalLife Expo como sucesor del exitoso Palm Treo 650. Empezó a distribuirse en noviembre de 2006 en cuatro colores: blanco (Arctic), naranja (Copper), carmesí (Crimson), y gris (Graphite). Fuera de los Estados Unidos sólo estuvo disponible la versión Graphite hasta el mes de marzo de 2007 en que fue lanzada en Europa la versión Crimson. 
Es el primero de los Treo basados en el sistema operativo Palm OS (Garnet OS) que carece de antena exterior. Está dirigido al mercado doméstico y su rango de precios es inferior al de modelos anteriores como el Treo 650 y el Treo 600.

## Especificaciones técnicas
- CPU: Intel PXA272 (Bulverde) a 312 MHz.
- RAM : 128 MB de memoria flash no volátil; 64 MB de almacenamiento disponibles para el usuario.
- Alimentación: Batería de iones de litio 1200 mAh extraíble y recargable. Tiempo de conversación: hasta 4 horas. Tiempo en espera: hasta 300 horas.
- Sistema operativo : Palm OS 5.4.9
- Carcasa: 111.8 (ancho) x 58,4 (largo) x 20,3 (fondo) mm (4,4 x 2,3 x 0,8 pulgadas) con un peso de 158 gramos (5,5 onzas).
- Pantalla: Pantalla táctil TFT LCD retroiluminada con un aresolución de 320×320 píxeles 65536 colores (color de 16 bits).
- Expansión: admite tarjetas Secure Digital, SDHC, SDIO y Multi Media Card.
- Audio:
  - Pocket Tunes (requiere una tarjeta de memoria SD, que se vende por separado).
  - Reproductor de MP3.
  - Toma minijack de auriculares de 2,5 mm compatible con sonido estéreo (requiere de un adaptador a 3,5 mm para usar los comunes)
  - Altavoz de manos libres
  - Tonos MIDI polifónicos
- Cámara digital :
  - Resolución VGA con 640 x 480 (0,3 megapíxels) y equilibrado de luz automático.
  - Zoom 2x
  - Espejo para autorretratos
  - Graba vídeo
- Teclado : completo QWERTY de 35 teclas, iluminado con teclado numérico, Botón navegador de cinco direcciones, cuatro teclas de acceso a aplicaciones y 2 teclas de descolgar/colgar.
  - Bloqueo de teclas
  - Botón lateral personalizable
- Características adicionales:
  - Botón exterior de encendido/silencio del timbre
  - Modo de vibración
  - Lápiz táctil

## Distribuidores
En México el Treo 680 lo distribuye las operadoras Telcel, Movistar, Iusacell y Unefon. En otros países de Iberoamérica está disponible libre así como en España.
El Treo 680 se puede adquirir por medio de cualquier distribuidor de equipos autorizados de la compañía Claro en Perú en una sucursal de Palm, Inc. en Perú.